# Tomàs Serrano
Tomàs Serrano i Peres (Castalla, 7 de novembre de 1715 - Bolonya, 1 de febrer de 1784) fou un jesuïta, escriptor i humanista valencià.
Fill d'una família de llauradors benestants, ingressà en la Companyia de Jesús el 1730, i fou mestre de retòrica al Col·legi de Sant Pau de València almenys fins al 1747, abans d'ocupar una càtedra de teologia de la Universitat de Gandia. Per aquests anys es donà a conèixer com a poeta i dramaturg en llatí amb diverses composicions que circulaven manuscrites i peces teatrals representades pels alumnes. El 1767 fou l'encarregat de redactar la relació de les festes amb què la ciutat de València celebrà el tercer centenari de la canonització de sant Vicent Ferrer.
Arran de l'expulsió dels jesuïtes el 1767, residí successivament a Bonifacio, Roma, Ferrara i Bolonya. A Itàlia va ser membre de l'Acadèmia Ariostea, on va presentar alguns poemes seus en llatí humanístic, i adquirí certa notorietat la seua reacció polèmica, exposada en dues cartes dirigides al seu amic Clementino Vannetti, contra els judicis despectius de Tiraboschi i Bettinelli sobre Marcial, Sèneca, Lucà i altres escriptors hispanollatins. Hi destaca especialment la seua defensa de la superioritat de Marcial respecte a Catul, contra l'opinió de Tiraboschi, que sostenia la preeminència del poeta veronés. A aquest tema dedicà també l'obra titulada Eridanarum Quæstionum sive de Principatu Epigrammataria, de la qual redactà només el primer diàleg. L'admiració de Serrano pels epigrames de Marcial, a qui dedicà grans treballs exegètics, no tenia límits; dut per aquesta devoció, emprengué una descripció dels diversos aspectes de la Roma contemporània de Marcial, Valerii Martialis Romæ, emprant exclusivament els textos d'aquest en cada capítol: «Roma Física» o descripció topogràfica de Roma, seguit de «Roma religiosa», «Roma moral», «política», «guerrera», etc. En Valerii Martialis Geographia volgué formar, amb el mateix procediment, una geografia universal, que també restà inclonclusa, i contra la immoralitat que solia atribuir-se a Marcial es proposà formar una filosofia moral completa, Ethice Martialis, composta per epigrames d'aquest poeta col·locats metòdicament i comentats per ell.
Entre altres obres que també deixà manuscrites i inacabades hi ha un Museum Hispanum, que contenia una sèrie d'epigrames d'un dístic elegíac cadascun per a situar-lo al peu de les efígies dels barons espanyols insignes, dividida en dues parts, Museum Vetus i Museum Novum, i una Hispania Arabica de natura semblant al Museum.

## Obres
- De fœdere eloquentiæ et sapientiæ oratio habita in Academia Valentina, València: Josep Estevan Dolz, 1743.
- De fœdere sapientiæ sacræ et prophanæ oratio habita in Academia Valentina, València: Josep Estevan Dolz, 1744.
- Mercurio sacro y poético, València: Josep Estevan Dolz, 1746.
- Fiestas seculares con que la coronada ciudad de Valencia celebró el feliz cumplimiento del tercer siglo de la canonización de su esclarecido hijo y ángel protector, S. Vicente Ferrer, apóstol de Europa, València: Vda. de Orga, 1762.
- Super judicio Hieronymi Tiraboschii de M. Valerio Martiale, L. Annaeo Seneca, M. Annaeo Lucano et aliis argenteæ ætatis Hispanis ad Clementinum Vannettium epistolæ duæ, Ferrara: J. R. Rinaldus, 1776.
- De civitatibus antiquæ Hispaniæ feriendæ monetæ jure usis, Bolonya, 1781; reimpressió: València, 1785.
- Thomæ Serrani Valentini Carminum Libri IV. Opus posthumum. Accedit de eiusdem Serrani vita et litteris Michaeli Garciæ commentarium, Foligno, 1788.